# Alberto Gallego
Pour les articles homonymes, voir Gallego et Ruiz.
Gallego  Ruiz est un nom espagnol. Le premier nom de famille, en général paternel, est Gallego ; le second, en général maternel, souvent omis, est Ruiz.
Alberto Gallego Ruiz (né le 25 novembre 1990 à Don Benito) est un coureur cycliste espagnol.

## Biographie
En 2016, il rejoint l'équipe espagnole Caja Rural-Seguros RGA. Le 26 janvier 2016, soit 1 mois après ses débuts avec l'équipe, l'Union Cycliste Internationale annonce qu'il a été contrôlé positif au stanozolol, un produit anabolisant et est licencié par son équipe. Il est suspendu jusqu'au 25 octobre 2019.

## Palmarès et résultats

### Palmarès par année
- 2010
  - 1re étape du Tour de Tenerife (contre-la-montre par équipes)
- 2011
  - Champion d'Estrémadure sur route
  - 2e étape du Tour de Palencia
- 2012
  - 3e de la Prueba Loinaz
- 2013
  - Trofeo Virgen de Palomares
  - Tour de Carcabuey
  - 2e de l'Aiztondo Klasica
  - 2e du Tour de La Corogne
  - 2e de la Volta ao Ribeiro
  - 3e du Trofeo Olías Industrial
  - 3e de la Clásica Ciudad de Torredonjimeno
- 2014
  - Trofeo del Ausente
  - 2e du Memorial Valenciaga
  - 2e de la Clásica Ciudad de Torredonjimeno
  - 2e du Tour des comarques de Lugo
  - 3e du Tour de La Corogne
- 2015
  - 3e du Tour de la communauté de Madrid
  - 3e du Trophée Joaquim-Agostinho
- 2020
  - Prova de Abertura
- 2024
  - 2e du championnat d'Estrémadure sur route

### Classements mondiaux
| Année                                 | 2015 | 2016 | 2017 | 2018 | 2019 | 2020 | 2021  | 2022  |
| ------------------------------------- | ---- | ---- | ---- | ---- | ---- | ---- | ----- | ----- |
| Classement mondial                    |      | nc   | nc   | nc   | nc   | nc   | 2339e | 2511e |
| UCI Europe Tour                       | 183e | nc   | nc   | nc   | nc   | nc   | 1561e | 1535e |
|                                       |      |      |      |      |      |      |       |       |
| Légende : nc = non classéSource : UCI |      |      |      |      |      |      |       |       |